# Łęgowo (wieś w powiecie iławskim)
Łęgowo (niem. Langenau) – wieś w Polsce, położona w województwie warmińsko-mazurskim, w powiecie iławskim, w gminie Kisielice. W latach 1975–1998 miejscowość należała administracyjnie do województwa elbląskiego.
Warto zwrócić uwagę, że już od XIV wieku w miejscowości wykorzystywano naturalną siłę wiatru, budując wiatraki. Idea ta powróciła współcześnie. Obecnie na terenie wsi powstają liczne elektrownie wiatrowe.

## Historia
Nazwa Łęgowo jest wymieniona po raz pierwszy w dokumencie z 1 stycznia 1313 roku, jako miejscowość granicząca z Wałdowem. W dokumencie z 1315 roku Łęgowo nazwane jest łacińską nazwą "villa" - wieś, natomiast dokument z roku 1377 mówi o tym, że kapituła pomezańska nadała Clavesowi Ponintsi prawo budowy wiatraka. Zachowany w archiwum akt lokacyjny wsi Langenau (Łęgowo), wystawionej w roku 1387 przez kapitułę pomezańską, zawiera wiadomości o istnieniu folwarku o powierzchni 17 ha. Wieś posiadała grunty o powierzchni 131 włók. Cztery z nich należały do sołtysa, który był założycielem wsi, a cztery do parafii. We wsi były wtedy już dwie karczmy, płacące do kasy kapitału pełny czynsz.
W czasie wojny głodowej w roku 1414 wieś została zniszczona; podobnie w czasie wojny trzynastoletniej (1453 - 1466). Potwierdza to wykaz z roku 1543, w którym mówi się, że w Łęgowie jest 130 włók opuszczonych, kościół zniszczony, a wieś przyłączona do parafii kisielickiej.
W tym czasie (od 1532 roku) Łęgowo należało do biskupa Georgia Polenza, który w 1550 roku przekazał je swemu synowi Teofilowi Starszemu, a ten z kolei przekazał je swemu bratu Fryderykowi. Po śmierci ojca w 1599 roku Fryderyk przeniósł się do Kamieńca, a Łęgowo ofiarował swemu młodszemu bratu Aleksandrowi, który w latach 1600-1604 z kamienia polnego i cegły wybudował nowy kościół, doprowadzi do utworzenia na nowo parafii łęgowskiej.
W latach 1740–1750 Samuel von Polenz zachwycony okazałością rezydencji Finkensteinów w Kamieńcu, przebudował pałac w Łęgowie na wzór pałacu kamienieckiego. W roku 1789 Łęgowo było wsią szlachecką z folwarkiem, młynem i kościołem ewangelickim. Liczyło 53 domy mieszkalne. W roku 1830 Lina von Polenz poślubiła Alberta von Benckendorf und von Hindenburg, dziedzica niedalekiego majątku Neudeck (Ogrodzieniec). W wyniku tego mariażu Łęgowo weszło w skład rozległych dóbr ziemskich rodu Hindenburgów. Nowi właściciele w 1862 roku przebudowali dotychczasowy dwór Polenzów i postawili w jego miejsce neogotycki pałac, obecnie nieistniejący. 
W roku 1857 zmieniono konstrukcję wieży kościoła z niderlandzkiego renesansu w neogotyk. Kościół, zgodnie z ostatnią wolą prezydenta Rzeszy, Paula von Hindenburg, został odnowiony i wyremontowany w latach 1934-1936.

## Zabytki
- Renesansowy kościół, wybudowany w latach 1600-1604, wyposażenie manierystyczne. Wtopiona w fasadę wieża w 1857 została regotyzowana i podwyższona przez dodanie hełmu wiciowego, portal zamykają masywne, rzeźbione drzwi. Fasada Posiada półszczyty, strop intarsjowany pokryty polichromią, wsparty pod gzymsem drewnianym fryzem pokrytym herbami szlachty wschodniopruskiej. Wybitne cechy artystyczne posiada empora nadwieszona na czterech kolumnach i ozdobiona malowidłami ze scenami biblijnymi. W prezbiterium manierystyczny ołtarz i ambona, renesansowy tron biskupi pochodzący z kościoła w Prabutach[3]. Kościół był gruntownie odnowiony i wyremontowany w latach 1934-1936.
- Relikty pałacu z XVIII w. spalonego przez Armię Czerwoną w 1945.